# Dactylopusia tenuiremis
Dactylopusia tenuiremis is een eenoogkreeftjessoort uit de familie van de Dactylopusiidae. De wetenschappelijke naam van de soort is voor het eerst geldig gepubliceerd in 1880 door Brady & Robertson D..